# Mothetjoa Metsing
Mothetjoa Metsing (n. Leribe, Lesoto, 2 de febrero de 1967) es un político lesotense que fue vice primer ministro de su país desde el 8 de junio de 2012 hasta el 17 de marzo de 2015. Es el líder del Congreso por la Democracia de Lesoto, y obtuvo el cargo en un gobierno de coalición con la Convención de Todos los Basotos. Durante el controvertido supuesto intento de golpe de Estado contra su primer ministro, Tom Thabane, el 30 de agosto de 2014, ejerció en virtud de su cargo la jefatura del gobierno durante cuatro días. La controversia posterior se resolvió llamando a elecciones anticipadas. Metsing logró conservar su cargo tras la disolución de la primera coalición aliándose con el Congreso Democrático de Pakalitha Mosisili.

## Carrera política
Antes de las elecciones generales de Lesoto de 2012, el Congreso por la Democracia de Lesoto, del que Metsing era miembro, sufrió una división debido a que el primer ministro de Lesoto desde 1998 y líder del partido, Pakalitha Mosisili, se negó a ceder el poder. Mosisili se separó y fundó el Congreso Democrático, mientras que el LCD nombró a Metsing su nuevo líder. En las siguientes elecciones, el principal partido opositor, el Congreso de Todos los Basotos, quedó segundo después del Congreso Democrático, con 30 escaños, pero gracias a una alianza entre Metsing y Tom Thabane (que previamente habían decidido no participar juntos en la elección), Mosisili fue desbancado del poder y Thabane fue nombrado primer ministro, mientras que a Metsing se le dio el cargo de vice primer ministro.
El 19 de junio de 2014, Thabane suspendió el parlamento, en respuesta al cambio de liderazgo de las Fuerzas Armadas, cuando el Teniente General Kennedy Tlali Kamoli fue suplantado por el general Maaparankoe MaHao, afirmando que temía que se tomaran "acciones extra-constitucionales" contra su mandato. El 30 de agosto, un supuesto intento de golpe de Estado forzó a Thabane a huir del país a Sudáfrica. Metsing asumió interinamente la jefatura de gobierno, aunque Thabane continuó siendo primer ministro legalmente. Thabane pudo regresar al país ayudado por fuerzas de seguridad de Sudáfrica y Namibia. Bajo los auspicios de la SADC, la mediación dirigida por el vicepresidente sudafricano Cyril Ramaphosa dio lugar a una petición de elecciones anticipadas. Las elecciones nacionales se organizaron para el 28 de febrero. Mientras que la policía nacional se mantuvo del lado de Thabane, el ejército apoyó en su lugar a Metsing. Thabane decidió que buscaría mantener su mandato en las elecciones.
El resultado fue una sumamente estrecha mayoría simple del Congreso Democrático, y el ABC quedó segundo por tan solo un escaño (47-46). El partido de Metsing obtuvo tan solo 12 escaños, perdiendo más que en la anterior ocasión, pero pudo formar una coalición con Mosisili que permitió a este último volver al poder, y a Metsing conservar su cargo.

## Distinciones honoríficas
Extranjeras
- Caballero Comandante de la Real Orden de Francisco I (Orden dinástica de la Casa de Borbón-Dos Sicilias, 08/10/2013).[10]